# Dolmen du Cayrou de l'Empiri
Le dolmen du Cayrou de l'Empiri (ou de l'Empéri) est un dolmen, désormais détruit, qui était situé à Alos, dans le département français du Tarn, en région Occitanie.

## Historique
L'édifice a été fouillé par l'abbé Terral vers 1930 et par le chanoine Farenc et M. Delpech en 1960. Le dolmen a été entièrement détruit en 1974 par des travaux agricoles. Son nom signifie la grande pierre de la Justice.

## Description
C'était un petit dolmen à couloir comportant une chambre rectangulaire inclus dans un tumulus ovalaire mesurant 16 m de longueur sur 8 m de largeur et 1,80 m de hauteur. La chambre était délimitée d'un côté par un orthostate de 2 m de longueur, 0,90 m de hauteur et 0,35 m d'épaisseur et de l'autre par un muret en pierre sèche. Le couloir était délimité d'un côté par trois petites dalles sur environ 2 m de longueur et de l'autre par un petit mur.
L'intérieur de la chambre comportait deux fosses. La première fosse, en position centrale, contenait un racloir en silex, des perles (1 en cuivre, 130 en coquillage, 8 en stéatite, 1 en calcite). La seconde fosse, située au nord de la première, mesurait 2 m sur 1,90 m. Le fond était dallé. Elle contenait le squelette presque entier d'une femme qui fut déposée sur le dos, la tête tournée vers la gauche, les avant-bras repliés. La dépouille portait un ornement en perles (150 en calcium, 1 en stéatite et 1 de forme olivaire). Deux cents dents diverses et d'autres perles (19 en calcaire, 1 en stéatite) furent découvertes dans l'axe de la première fosse. Une grande partie du matériel archéologique découvert est conservé au musée Toulouse-Lautrec d'Albi.